# قرية السلطان عبد الله
السلطان عبد الله هي قرية في العراق على بعد 54 كيلومترًا (34 ميلًا) جنوب شرق الموصل. وهي جزء من قضاء الموصل في محافظة نينوى.